# Jacobus Trip

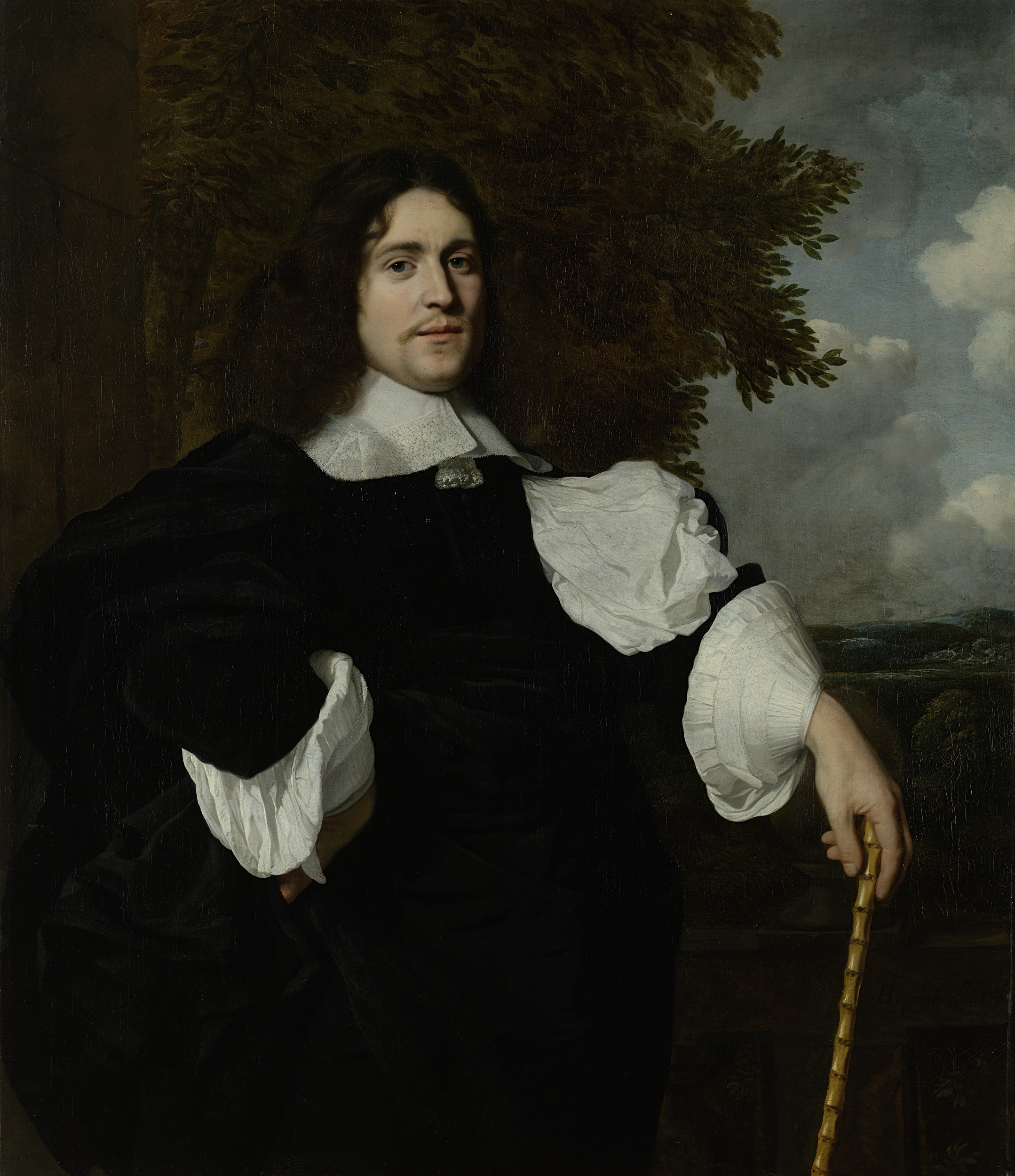
Jacobus Trip, Bartholomeus van der Helst, Rijksmuseum Amsterdam

Jacobus Trip (gedoopt te Amsterdam, 14 september 1627 – onbekend) was een Nederlandse regent en telg uit het invloedrijke geslacht Trip. Hij was wapenhandelaar te Amsterdam en Dordrecht. Hij werd geportretteerd door Bartholomeus van der Helst.

## Biografie
Hij was de zoon van Elias Trip en Aeltken Adriaens. Op 2 maart 1640 liet hij zich inschrijven als student in de wiskunde aan de Leidse universiteit.
Op 29 april 1652 trad hij te Amsterdam in het huwelijk met Elisabeth Bicker (1630-1660), dochter van Jan Bicker, voormalig schepen van Amsterdam, en Agneta de Graeff van Polsbroek. Na haar overlijden hertrouwde hij op 20 februari 1663 te Amsterdam met Margaretha Munter, dochter van schepen Jan Munter en Margaretha Geelvinck. Trip woonde op de Keizersgracht.
Jacobus Trip bekleedde verschillende functies binnen de stad Amsterdam. In 1653 was hij kerkmeester van de Oude Kerk, in 1656 werd hij regent van het Burgerweeshuis, in 1658 commissaris van huwelijkszaken, en in 1675 kerkmeester van de Nieuwe Kerk.
Een portret van Jacobus Trip, geschilderd door Bartholomeus van der Helst, bevindt zich in de collectie van het Rijksmuseum te Amsterdam.